# Liste der Naturdenkmale in Pillig
Die Liste der Naturdenkmale in Pillig nennt die im Gemeindegebiet von Pillig ausgewiesenen Naturdenkmale (Stand 2. Mai 2024).

## Naturdenkmale
| Nr.         | Bezeichnung          | Lage                                            | Beschreibung                               | Bild            |
| ----------- | -------------------- | ----------------------------------------------- | ------------------------------------------ | --------------- |
| ND-7135-406 | Pyrmonter Wasserfall | westlich des Ortes bei der Pyrmonter Mühle Lage | Wasserfall des Elzbachs; teilweise zu Roes | Fotos hochladen |